# Стеклін
Стеклін (пол. Steklin) — село в Польщі, у гміні Черніково Торунського повіту Куявсько-Поморського воєводства.
Населення — 1142 особи (2011).
У 1975-1998 роках село належало до Влоцлавського воєводства.

## Демографія
Демографічна структура станом на 31 березня 2011 року:
|          | Загалом | Допрацездатний вік | Працездатний вік | Постпрацездатний вік |
| -------- | ------- | ------------------ | ---------------- | -------------------- |
| Чоловіки | 571     | 142                | 383              | 46                   |
| Жінки    | 571     | 133                | 332              | 106                  |
| Разом    | 1142    | 275                | 715              | 152                  |